# Sharpshooters
Série Steve Mitchell
Chasing Danger (1939)
Pour plus de détails, voir Fiche technique et Distribution.
Sharpshooters est un film américain en noir et blanc réalisé par James Tinling, sorti en 1938.
Une suite sera tournée en 1939 : Chasing Danger.

## Synopsis
Le caméraman Steve Mitchell et Waldo, son collègue preneur de son, se rendent dans un royaume fictif d'Europe où trois méchants complotent pour éliminer le prince Michael. Les méchants interprètent mal une phrase dite par Steve, et croient qu'il est le tueur chargé d'assassiner le prince.

## Fiche technique
- Titre : Sharpshooters
- Réalisation : James Tinling
- Assistant-réalisateur : Jasper Blystone
- Scénario : Robert Ellis, Helen Logan (en), d'après l'histoire originale de Maurice Rapf et Lester Ziffren (en)
- Musique : Samuel Kaylin (en)
- Direction artistique : Haldane Douglas, Bernard Herzbrun
- Décors : Thomas Little
- Costumes : Herschel McCoy
- Photographie : Barney McGill
- Montage : Nick DeMaggio (en)
- Son : Joseph E. Aiken, William H. Anderson
- Producteur exécutif : Sol M. Wurtzel
- Société de production et de distribution : Twentieth Century Fox
- Pays de production :  États-Unis
- Langue : anglais américain
- Format : Noir et blanc — 35 mm — 1,37:1 — son : mono
- Genre : comédie dramatique, aventure, action
- Durée : 65 minutes
- Date de sortie :
  - États-Unis : 15 novembre 1938

## Distribution
- Brian Donlevy : Steve Mitchell
- Lynn Bari : Dianne Woodward
- Wally Vernon : Waldo
- John King : le prince Alexis
- Douglass Dumbrille : le comte Maxime
- C. Henry Gordon : Kolter
- Sidney Blackmer : le baron Orloff
- Martin Spellman (en) : le prince Michael Martin
- Frank Puglia : Ivan
- Hamilton MacFadden : le tireur à l'arc
- Romaine Callender (en) : l'assistante du Consul